# Carla Santos
Carla Ferreira Santos (Belo Horizonte, 17 de janeiro de 1992) é uma voleibolista indoor brasileira que atuando na posição de ponta serviu a Seleção Brasileira na conquista da medalha de ouro no Campeonato Mundial Infanto-Juvenil de 2009, na Tailândia, e posteriormente fez parte do time que representou o Brasil na primeira edição do Campeonato Mundial Sub-23. Pela Seleção Brasileira de Novas conquistou a medalha de prata na Universíada de Verão de 2013, na Rússia. Recentemente passou a desempenhar também a função de oposto.

## Carreira
Iniciou sua trajetória no voleibol aos 13 anos Minas T.C. e uma breve passagem pelo Mackenzie E.C, quando alcançou  a medalha de bronze na categoria mirim do  Campeonato Mineiro  de 2006 e campeã na categoria infanto-juvenil.
Ainda pelo Mackenzie conquistou o título do Campeonato Metropolitano de 2006, Superintendência Regional 6 (SR-6), na categoria mirim e quarto lugar na categoria infantil e retornou ao Minas.
Representou o Minas Náutico no Campeonato Metropolitano de 2007,  Superintendência Regional 6 (SR-6),  na categoria infantil, quando conquistou o vice-campeonato e no mesmo ano conquistou o bronze também na categoria infanto-juvenil.
Foi convocada em 2009 para Seleção Mineira para disputar o Campeonato Brasileiros de Seleções Estaduais, primeira divisão, categoria juvenil,  edição realizada em  Maceió-AL e alcançou o vice-campeonato. Pelo Minas Tênis Clube conquistou o vice-campeonato no Campeonato Mineiro de 2009 na categoria infanto-juvenil e ainda obteve na categoria infanto-juvenil o vice-campeonato no Campeonato Metropolitano (SR-6) no mesmo ano.
Pela primeira vez foi convocada para Seleção Brasileira pelo técnico Luizomar de Moura para disputar o Campeonato Mundial Infanto-Juvenil em Nakhon Ratchasima-Tailândia, quando vestiu a camisa#15 e conquistou a medalha de ouro.No ano seguinte representou a Seleção Mineira, categoria  juvenil do Campeonato Brasileiro de Seleções, desta vez sediado em Fortaleza-CE e  foi a capitã da equipe na conquista do quinto lugar.
Em 2010 conquistou o vice-campeonato do Campeonato Mineiro Infanto-Juvenil pelo Minas Tênis Clube e pelo mesmo clube com a alcunha de Usiminas/Minas alcançou na categoria adulto o  vice-campeonato  do Estadual e competiu pelo mesmo clube na edição da Superliga Brasileira A 2010-11 encerrando na quinta posição.
Na jornada seguinte permaneceu no Usiminas/Minas e encerrou com o bronze no Campeonato Mineiro de 2011 e alcançou a quarta posição na Superliga Brasileira A 2011-12.
Renovou com Usiminas/Minas para as competições do calendário esportivo seguinte e por este competiu na Superliga Brasileira A 2012-13 e encerrou na sétima colocação nesta edição. Em 2013 voltou a servir a Seleção Brasileira, com a criação da categoria Sub-23, foi convocada pelo técnico Cláudio Pinheiro para disputar o I Campeonato Mundial Sub-23, este realizado nas cidades mexicanas de Tijuana e Mexicali, vestindo a camisa#15 alcançou a sétima colocação, mesmo não sendo titular apareceu na nonagésima nona posição entre as melhores defensoras e nesta edição apareceu na centésima décima segunda posição entre as maiores pontuadoras, registrando um ponto de ataque.
Carla vestiu a camisa #1 da Seleção Brasileira de Novas na conquista da medalha de prata na Universíada de Verão de 2013, em Cazã, na Rússia; e permaneceu por mais uma temporada no Minas Tênis Clube, com a mudança de patrocinador utilizou a alcunha Decisão Engenharia/Minas e novamente foi vice-campeã do Campeonato Mineiro em 2013 e disputou por esta equipe a Superliga Brasileira A 2013-14 e encerrou na décima segunda posição e encerrou na oitava colocação na Copa Brasil de 2014, cujas finais foram realizadas em Maringá.
Com a saída do patrocinador, renovou com o mesmo clube que passou a utilizar a alcunha Camponesa/Minas para as competições de 2014-15, sagrando-se outra vez vice-campeã do Campeonato Mineiro em 2014 e passou a exercer a função de Oposto na Superliga Brasileira A 2014-15. Em 2015 disputou  Copa Banco do Brasil  cuja finais ocorreu Cuiabá, mas encerrou em sexto lugar nesta edição.
Foi contratada pelo Dentil/Praia Clube competições do período de 2017-18, sagrou-se vice-campeã do Campeonato Mineiro de 2017 e também na Copa Brasil de 2018 realizada em Lages e contribuiu para a melhor campanha do clube na história da Superliga Brasileira A 2017-18 e é finalista sagrando-se campeã pela primeira vez.
Na temporada 2018-19 transferiu-se para o Fluminense, no período seguinte atuaria  pelo CR Flamengo e foi vice-campeã do Campeonato Carioca de 2019 e devido a Pandemia da COVID-19 a temporada foi interrompida. Retornaria ao Itambé/Minas para o período de 2020-21, mas, romepu contrato e atuou pelo São José dos Pinhais.
No período esportivo de 2021-22 foi contratada pelo Osasco São Cristóvão Saúde e pela primeira vez vai atuar fora do país, foi contratada para 2022-23 para atuar pelo Top Speed da Taipé Chinesa
Para a temporada 2024/2025 foi contratada pelo Mackenzie.

## Títulos e resultados
- Superliga Brasileira Aː2017-18[44]
- Superliga Brasileira A:2011-12[2]
- Campeonato Mineiro:2010,[17] 2013[33] e 2014[37]
- Campeonato Mineiro:2011[20]
- Campeonato Brasileiro de Seleções Juvenil (1ª Divisão):2009[9]
- Campeonato Mineiro Infanto-Juvenil:2009[11] e 2010[16]
- Campeonato Mineiro Infanto-Juvenil: 2006[4]
- Campeonato Mineiro Mirim: 2006[3]
- Campeonato Metropolitano Infanto-Juvenil (SR-6): 2007[8]
- Campeonato Metropolitano Infanto-Juvenil (SR-6):2009[12]
- Campeonato Metropolitano Infantil (SR-6): 2007[7]
- Campeonato Metropolitano Infantil (SR-6):[6]
- Campeonato Metropolitano Mirim (SR-6): 2006[5]